# Blauwwangamazone
De blauwwangamazone (Amazona dufresniana) is een amazonepapegaai uit de familie Psittacidae (papegaaien van Afrika en de Nieuwe Wereld). Deze vogel is genoemd naar de Franse ornitholoog Louis Dufresne (1752-1832).

## Verspreiding en leefgebied
Deze soort komt voor in noordoostelijk Zuid-Amerika, met name in oostelijk Venezuela en de Guyana's.

## Status
De grootte van de populatie is in 2020 geschat op 6000-61.000 volwassen vogels. Op de Rode lijst van de IUCN heeft deze soort de status gevoelig.